# Gloriana ornata
Gloriana ornata là một loài bướm đêm trong họ Noctuidae. Chúng được tìm thấy ở Nepal và Ấn Độ.

## Hình ảnh

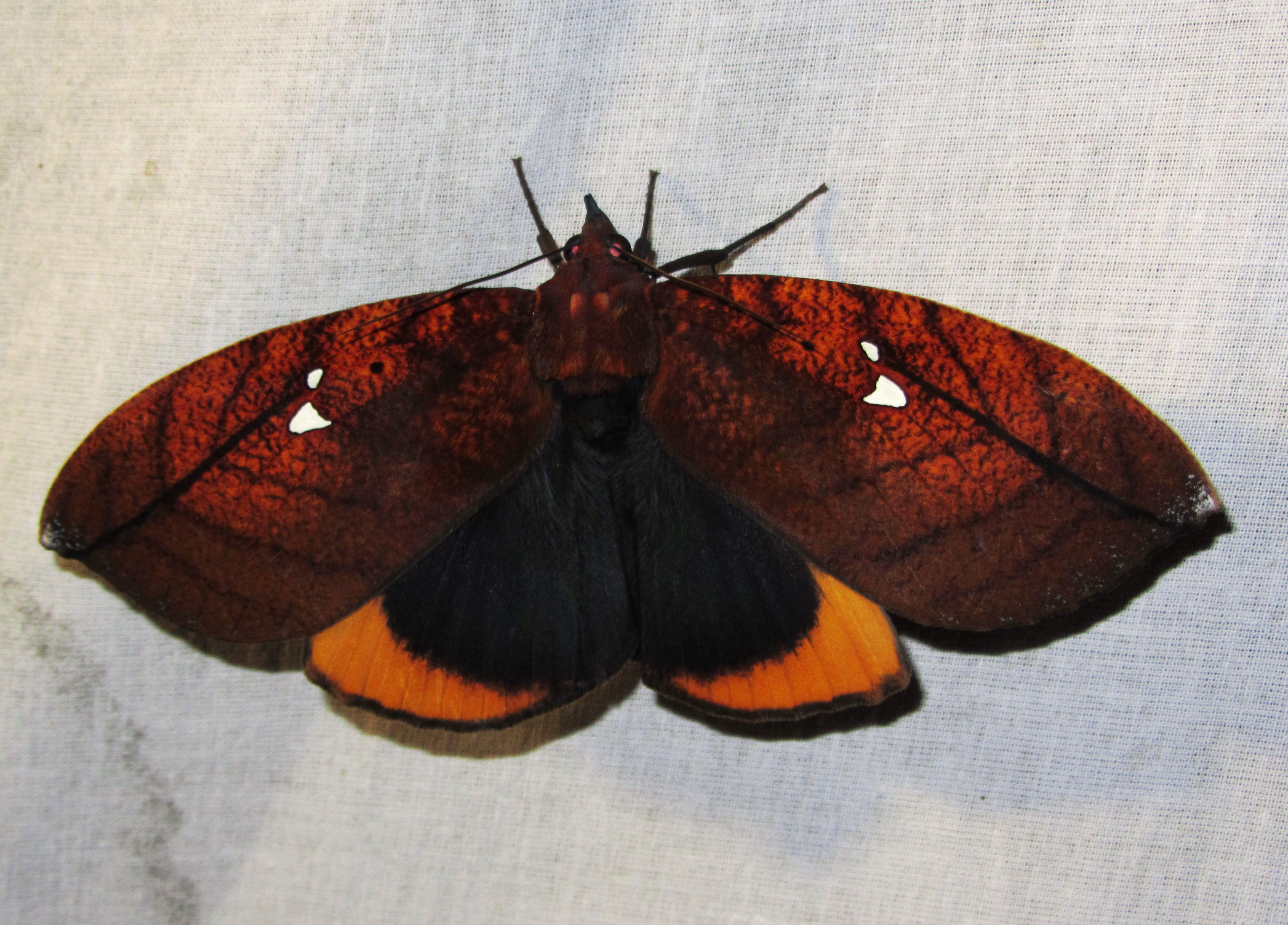